# Nõmme (Varbla)
Nõmme – wieś w Estonii, w prowincji Parnawa, w gminie Varbla.